# Pianoconcert nr. 1 (Mozart)
Pianoconcert nr. 1 in F majeur, KV 37, is een pianoconcert van Wolfgang Amadeus Mozart. Lange tijd werd gedacht dat dit werk, samen met pianoconcerten nr. 2, 3 en 4, door Mozart gecomponeerd waren. Nu weet men dat het orkestraties zijn van sonates van verschillende Duitse componisten. Mozart voltooide het werk in april 1767.

## Orkestratie
Het pianoconcert is geschreven voor:
- Twee hobo's
- Twee hoorns
- Pianoforte
- Strijkers

## Onderdelen
Het pianoconcert bestaat uit drie delen:
1. Allegro
2. Andante
3. Allegro